# 長野重清
長野 重清 （ながの しげきよ、生没年不詳）は鎌倉時代の武将。通称三郎。中乃三郎とも。兄に畠山重忠。

## 略歴
三草山の戦いにおいて源氏側で参陣している 。『桓武平氏諸流系図』によると畠山重忠の乱の際は信濃国にいたため参陣できず、乱後に自殺に追い込まれた。